# Pifo
Pifo, auch als San Sebastián de Pifo bekannt, ist ein östlicher Vorort der ecuadorianischen Hauptstadt Quito und eine Parroquia rural („ländliches Kirchspiel“) im Kanton Quito der Provinz Pichincha. Die Parroquia Pifo gehört zur Verwaltungszone Tumbaco. Das Verwaltungsgebiet besitzt eine Fläche von 254,2 km². Die Einwohnerzahl betrug im Jahr 2010 16.645.

## Lage
Das Verwaltungszentrum von Pifo befindet sich auf einer Höhe von etwa 2600 m 19 km östlich vom historischen Stadtzentrum von Quito. Das Areal wird von den Flüssen Río Chiche im Westen und Río Guambi im Norden begrenzt. Beides sind Zuflüsse des Río Guayllabamba. Im Osten reicht das Verwaltungsgebiet bis zum mehr als 4000 m hohen Hauptkamm der Cordillera Real. Dort verläuft auch die kontinentale Wasserscheide. Die Fernstraßen E20 (Quito–Puerto Francisco de Orellana) und E35 (Ambato–Ibarra) kreuzen sich bei Pifo.
Die Parroquia Pifo grenzt im Osten an die Provinz Napo mit den Parroquias Oyacachi (Kanton El Chaco) und Papallacta (Kanton Quijos), im Süden und im Südwesten an die Parroquia Píntag, im Nordwesten an die Parroquia Tumbaco sowie im Norden an die Parroquias Puembo, Tababela, Yaruquí und Checa.

## Geschichte
Pifo geht auf eine Siedlung aus dem Jahr 1535 zurück. Später war Pifo Teil der Parroquia Puembo. Schließlich wurde Pifo mit dem Namen "San Sebastián de Pifo" am 30. August 1869 eine eigenständige Parroquia.